# Podallea duellii
Podallea duellii är en insektsart som beskrevs av U. Aspöck och H. Aspöck 1996. Podallea duellii ingår i släktet Podallea och familjen Berothidae. Inga underarter finns listade i Catalogue of Life.